# Bill Bottrell
 (décembre 2017).
Si vous disposez d'ouvrages ou d'articles de référence ou si vous connaissez des sites web de qualité traitant du thème abordé ici, merci de compléter l'article en donnant les références utiles à sa vérifiabilité et en les liant à la section « Notes et références ».
Bill Bottrell, né le 27 octobre 1952, est un producteur, compositeur et musicien américain. Il a travaillé avec Michael Jackson, Madonna, Elton John, Tom Petty ou Sheryl Crow. Ses compositions lui ont valu six nominations et une récompense aux Grammy Awards.

## Biographie

### Vie professionnelle
Entre 1967 et 1970, Bill Bottrell étudie au Crescenta Valley Senior High de La Crescenta, en Californie, où il obtient son diplôme en 1970. Il fréquente l'Université de Californie à Santa Barbara entre 1970 et 1972, et y prépare un diplôme en musique.
En 1974, il épouse Elizabeth Jordan, qu'il a rencontrée au lycée. Cette même année, il obtient son premier emploi comme ingénieur aux California Recording Studios d'Hollywood.
En 1978, il se dirige vers les Soundcastle Studios de Silver Lake, où il rencontre Jeff Lynne, qui l'embauche en tant qu'ingénieur pour Electric Light Orchestra.
Dans les années 1980, il travaille en tant qu'ingénieur indépendant avec The Jacksons, Michael Jackson, Madonna, George Harrison, Starship et Tom Petty.
De 1984 à 1986, Bill Bottrell travaille à la réalisation de chansons pour l'album Bad (1987) de Michael Jackson. Il est crédité à la batterie sur Smooth Criminal. Il travaille sur la reprise de Come together diffusée pour la première fois dans le film Moonwalker (1988).
En 1988, il co-produit son premier disque, Aliens Ate My Buick pour Thomas Dolby.
En 1989, Michael Jackson lui demande de coproduire, réaliser et écrire des chansons pour son prochain album. Les titres Black or White, Give in to Me et Dangerous seront retenus sur l'album Dangerous (1991) mais pas le titre Monkey Business. Elaboré pendant cette période, le titre Earth Song sera intégré à l'album History (1995).
Bottrell fait la partie rappée du tube Black or White de Michael Jackson, sous le pseudonyme de L.T.B. (Leave it To Beaver). Il révélera son identité en 2001 dans une interview du magazine Sound on Sound.
En 1990, Bottrell construit son propre studio d'enregistrement et fonde une comédie musicale « think tank », appelée le Tuesday Night Music Club.
En 1993, il produit le premier album de Sheryl Crow, Tuesday Night Music Club. Le single All I Wanna Do remporte le Grammy Award pour l'enregistrement de l'année en 1994 pour Bottrell et Crow. Sheryl Crow remporte également cette année-là le Grammy de l'artiste révélation de l'année (Best New Artist) ainsi que la meilleure performance vocale pop féminine (Best Female Pop Vocal Performance). Cet album se vend à plus de 10 millions d'exemplaires dans le monde.
En 1999, Bottrell est nommé pour un autre Grammy Award pour son travail avec Shelby Lynne sur son album I Am Shelby Lynne. Au cours de sa réalisation, il ferme son studio d'enregistrement et déménage avec sa famille en Californie du Nord.

### Vie privée
Bill a deux filles, Adrianne, née en 1979, et Laura, née en 1983, et un fils, William, né en 1990 et décédé en 1998 à la suite d'une chute d'une falaise. Bill Bottrell et sa femme Elizabeth se séparent la même année et divorcent deux ans plus tard.

## Discographie
- 1987 : Smooth Criminal – Michael Jackson
- 1987 : Aliens Ate My Buick – Thomas Dolby
- 1988 : Come together – Michael Jackson
- 1988 : Traveling Wilburys Vol. 1 – Traveling Wilburys
- 1990 : Full Moon Fever – Tom Petty
- 1990 : Dick Tracy – Madonna
- 1990 : Toy Matinee – Toy Matinee
- 1990 : Truth or Dare – Madonna
- 1991 : Black or White (partie rap) – Michael Jackson
- 1991 : Give in to Me – Michael Jackson
- 1991 : Dangerous – Michael Jackson
- 1991 : No Soul No Strain – Wire Train
- 1992 : Triage – David Baerwald
- 1993 : Tuesday Night Music Club – Sheryl Crow
- 1994 : When I Woke – Rusted Root
- 1995 : Earth Song – Michael Jackson
- 1995 : In Flight – Linda Perry
- 1996 : Sheryl Crow (album) – Sheryl Crow
- 1997 : Restless Heart – Tex Beaumont
- 1999 : I Am Shelby Lynne – Shelby Lynne
- 2000 : Welcome to my Party – Rusted Root
- 2000 : Songs from the West Coast – Elton John
- 2000 : The House We Built – Alisha's Attic
- 2000 : Surrender – Tom Petty and the Heartbreakers
- 2002 : Rise – Kim Richey
- 2002 : Class of Dude – The Stokemen
- 2003 : Free – Luan Parle
- 2004 : Liam Titcomb – Liam Titcomb
- 2004 : Benji Huges – Benji Hughes
- 2004 : The Battle for Everything – Five for Fighting
- 2005 : Annie Stela – Annie Stela
- 2005 : Sierra Swan – Sierra Swan
- 2005 : Black Cadillac – Rosanne Cash
- 2006 : Bird On A Wire – Toby Lightman
- 2006 : On The Jungle Floor – Van Hunt
- 2007 : Ex-Sensitive - Ben Jelen